# نرخ فرگشت
نرخ فرگشت یا سرعت فرگشت (انگلیسی: Rate of evolution) به عنوان سرعت تغییرهای ژنتیکی یا مورفولوژیکی در یک اصل و نسب در یک دوره زمانی مشخص می‌شود. سرعتی که یک موجود مولکولی (مانند پروتئین، ژن و غیره) با آن فرگشت می‌یابد، در زیست‌شناسی فرگشتی از اهمیت قابل توجهی برخوردار است، زیرا تعیین نرخ فرگشت نخستین گام در توصیف فرگشت آن است.